# Acanthodelta ebenaui
Acanthodelta ebenaui är en fjärilsart som beskrevs av Saalmüller 1880. Acanthodelta ebenaui ingår i släktet Acanthodelta och familjen nattflyn. Inga underarter finns listade i Catalogue of Life.